# Ravidas
Ravidas fue un poeta-santo místico indio del Movimiento Bhakti y fundador de la religión Ravidassia durante los siglos XV al XVI EC. Ravidas fue uno de los primeros promotores conocidos de la igualdad. Se oponía a la desigualdad de castas y quería la armonía comunitaria para todos. Fue un reformador social y propuso muchas modificaciones al sistema de castas liderado por los brahmanes en la India. Al promover la libertad personal y espiritual, quería que todas las formas de división de castas y géneros fueran abolidas de la sociedad. En cuanto a su legado literario y espiritual, se cree que fue el guía espiritual de otro destacado poeta del movimiento Bhakti: Meera Bai.

## Vida y trabajo social
Ravidas dejó a sus padres, que se dedicaban al negocio del cuero crudo, y emigró a Kashi. Allí, se dedicó al comercio como profesión y comercializó zapatos fabricados por sus compañeros dalits, incluidos los fabricados por sus parientes.
Se dice que las canciones devocionales escritas por el santo dejaron un impacto duradero en el movimiento Bhakti. Las canciones devocionales de Ravidas también se incluyeron en las escrituras sij de Guru Granth Sahib. El Adi Granth de los sikhs y Panchvani del grupo guerrero-asceta hindú Dadupanthis son las dos fuentes más antiguas atestiguadas de las obras literarias de Ravidas.

## Legado
La religión Ravidassia es una religión derivada del sijismo, formada en el siglo XXI por los seguidores de las enseñanzas de Ravidass. La religión Ravidassia compiló un nuevo libro sagrado, Amritbani Guru Ravidass, basado enteramente en los escritos y enseñanzas de Ravidas, que contiene 240 himnos. Ravidas es venerado como un santo y muy respetado por sus creyentes. Sus devotos lo consideran como alguien que era el símbolo viviente de la protesta religiosa, y no el símbolo espiritual de ningún principio cultural unificador fundamental.